# Elenor Gordon
Helen Orr „Elenor” Gordon, później McKay (ur. 10 maja 1934 w Hamilton, South Lanarkshire, zm. 5 lipca 2014 w Wishaw) – szkocka pływaczka specjalizująca się głównie w stylu klasycznym i zmiennym.

## Życiorys
Helen Orr „Elenor” Gordon urodziła się 10 maja 1934 w Hamilton w South Lanarkshire w Szkocji. Swoją karierę sportową jako pływaczka rozpoczęła podczas igrzysk olimpijskich w 1948 w Londynie, gdzie odpadła w półfinale wyścigu na 200 metrów stylem klasycznym. W 1950 występując po raz pierwszy na Igrzyskach Imperium Brytyjskiego w Auckland w Nowej Zelandii jako reprezentantka Szkocji, zdobyła złoty medal w dyscyplinie na 220 jardów stylem klasycznym oraz brązowy w sztafecie 3 × 110 jardów stylem zmiennym razem z Elizabeth Turner i Margaret Girvan z czasem 3:58.9 sek.
Dwa lata później pojawiła się na Letnich Igrzyskach Olimpijskich w Helsinkach w Finlandii jako reprezentantka Wielkiej Brytanii, zdobywając brązowy medal na 200 metrów stylem klasycznym.
Dwa lata później po występie na Letnich Igrzyskach Olimpijskich w Helsinkach, wystąpiła na Igrzyskach Imperium Brytyjskiego i Wspólnoty Brytyjskiej w Vancouver w Kanadzie ponownie jako reprezentantka Szkocji, zdobywając dwa złote medale na 220 jardów stylem klasycznym oraz w sztafecie 3 × 110 jardów stylem zmiennym razem z Margaret McDowall i Margaret Girvan z czasem 3:51.0 sek.
W 2003 roku została wpisana do sportowej galerii sławy w Szkocji.
Gordon zmarła 5 lipca 2014 śmiercią naturalną w wieku 80 lat.